# Loturile pentru Campionatul Mondial de Fotbal 2010
Această listă prezintă loturile confirmate pentru Campionatul Mondial de Fotbal 2010, turneu ce se va desfășura în Africa de Sud între 11 iunie și 11 iulie 2010.
Înainte de a anunța loturile finale pentru turneu , echipele prezintă, până la data de 11 mai 2010, un lot provizoriu de 30 de jucători. Fiecare selecționată trebuie să anunțe lotul final de 23 de fotbaliști până la 1 iunie 2010. Echipele pot înlocui jucători în cazul accidentărilor serioase, până cel târziu cu 24 de ore înainte de ora primului meci.

## Grupa A

### Africa de Sud
Antrenor:  Carlos Alberto Parreira
| Nr. | Poz. | Jucător                | Data nașterii (vârsta) | Selecții | Club              |
| --- | ---- | ---------------------- | ---------------------- | -------- | ----------------- |
| 1   |      | Moeneeb Josephs        | 19 mai 1980            | 16       | Orlando           |
| 2   |      | Siboniso Gaxa          | 6 aprilie 1984         | 35       | Mamelodi          |
| 3   |      | Tsepo Masilela         | 5 mai 1985             | 29       | Maccabi Haifa     |
| 4   |      | Aaron Mokoena (c)      | 25 noiembrie 1980      | 100      | Portsmouth        |
| 5   |      | Anele Ngcongca         | 20 octombrie 1987      | 3        | Genk              |
| 6   |      | MacBeth Sibaya         | 25 noiembrie 1977      | 56       | Rubin Kazan       |
| 7   |      | Lance Davids           | 11 aprilie 1985        | 23       | Ajax Cape Town    |
| 8   |      | Siphiwe Tshabalala     | 25 septembrie 1984     | 44       | Kaizer Chiefs     |
| 9   |      | Katlego Mphela         | 29 noiembrie 1984      | 29       | Mamelodi          |
| 10  |      | Steven Pienaar         | 17 martie 1982         | 46       | Everton           |
| 11  |      | Teko Modise            | 22 decembrie 1982      | 50       | Orlando           |
| 12  |      | Reneilwe Letsholonyane | 9 iunie 1982           | 10       | Kaizer Chiefs     |
| 13  |      | Kagisho Dikgacoi       | 24 noiembrie 1984      | 32       | Fulham            |
| 14  |      | Matthew Booth          | 14 martie 1977         | 27       | Mamelodi          |
| 15  |      | Lucas Thwala           | 19 octombrie 1981      | 21       | Orlando           |
| 16  |      | Itumeleng Khune        | 20 iunie 1987          | 25       | Kaizer Chiefs     |
| 17  |      | Bernard Parker         | 16 martie 1986         | 26       | Twente            |
| 18  |      | Siyabonga Nomvethe     | 2 decembrie 1977       | 75       | Swallows          |
| 19  |      | Surprise Moriri        | 20 martie 1980         | 29       | Mamelodi          |
| 20  |      | Bongani Khumalo        | 6 ianuarie 1987        | 11       | SuperSport        |
| 21  |      | Siyabonga Sangweni     | 29 septembrie 1981     | 9        | Golden Arrows     |
| 22  |      | Shu-Aib Walters        | 26 decembrie 1981      | 0        | Maritzburg United |
| 23  |      | Thanduyise Khuboni     | 22 mai 1986            | 6        | Golden Arrows     |

### Mexic
Antrenor:  Javier Aguirre
| Nr. | Poz. | Jucător             | Data nașterii (vârsta) | Selecții | Club                        |
| --- | ---- | ------------------- | ---------------------- | -------- | --------------------------- |
| 1   |      | Óscar Pérez         | 1 februarie 1973       | 52       | Jaguares de Chiapas         |
| 2   |      | Francisco Rodríguez | 20 octombrie 1981      | 48       | PSV                         |
| 3   |      | Carlos Salcido      | 2 aprilie 1980         | 73       | PSV                         |
| 4   |      | Rafael Márquez (c)  | 13 februarie 1979      | 91       | Barcelona                   |
| 5   |      | Ricardo Osorio      | 30 martie 1980         | 76       | Stuttgart                   |
| 6   |      | Gerardo Torrado     | 30 aprilie 1979        | 114      | Cruz Azul                   |
| 7   |      | Pablo Barrera       | 21 iunie 1987          | 21       | Pumas                       |
| 8   |      | Israel Castro       | 29 decembrie 1980      | 31       | Pumas                       |
| 9   |      | Guillermo Franco    | 3 noiembrie 1976       | 21       | West Ham                    |
| 10  |      | Cuauhtémoc Blanco   | 17 ianuarie 1973       | 118      | Tiburones Rojos de Veracruz |
| 11  |      | Carlos Vela         | 1 martie 1989          | 28       | Arsenal                     |
| 12  |      | Paul Aguilar        | 6 martie 1986          | 10       | Pachuca                     |
| 13  |      | Guillermo Ochoa     | 13 iulie 1985          | 37       | Club América                |
| 14  |      | Javier Hernández    | 1 iunie 1988           | 12       | Guadalajara                 |
| 15  |      | Héctor Moreno       | 17 ianuarie 1988       | 10       | AZ Alkmaar                  |
| 16  |      | Efraín Juárez       | 22 februarie 1988      | 19       | Pumas                       |
| 17  |      | Giovani dos Santos  | 11 mai 1989            | 26       | Galatasaray                 |
| 18  |      | Andrés Guardado     | 28 septembrie 1986     | 56       | La Coruña                   |
| 19  | F    | Jonny Magallón      | 21 noiembrie 1981      | 52       | Guadalajara                 |
| 20  |      | Jorge Torres Nilo   | 17 ianuarie 1988       | 8        | Atlas                       |
| 21  |      | Adolfo Bautista     | 15 mai 1979            | 37       | Guadalajara                 |
| 22  |      | Alberto Medina      | 29 mai 1983            | 56       | Guadalajara                 |
| 23  |      | Luis Ernesto Michel | 21 iulie 1979          | 4        | Guadalajara                 |

### Uruguay
Antrenor:  Oscar Tabárez
| Nr. | Poz. | Jucător             | Data nașterii (vârsta) | Selecții | Club              |
| --- | ---- | ------------------- | ---------------------- | -------- | ----------------- |
| 1   |      | Fernando Muslera    | 16 iunie 1986          | 5        | Lazio             |
| 2   |      | Diego Lugano (c)    | 2 noiembrie 1980       | 41       | Fenerbahçe        |
| 3   |      | Diego Godín         | 16 februarie 1986      | 37       | Villarreal        |
| 4   |      | Jorge Fucile        | 19 noiembrie 1984      | 24       | Porto             |
| 5   |      | Walter Gargano      | 27 iulie 1984          | 27       | Napoli            |
| 6   |      | Mauricio Victorino  | 11 octombrie 1982      | 4        | U de Chile        |
| 7   |      | Edinson Cavani      | 14 februarie 1987      | 13       | Palermo           |
| 8   |      | Sebastián Eguren    | 8 ianuarie 1981        | 26       | AIK Solna         |
| 9   |      | Luis Suárez         | 24 ianuarie 1987       | 29       | Ajax              |
| 10  |      | Diego Forlán        | 19 mai 1979            | 61       | Atlético Madrid   |
| 11  |      | Álvaro Pereira      | 28 ianuarie 1985       | 14       | Porto             |
| 12  |      | Juan Castillo       | 17 aprilie 1978        | 11       | Deportivo Cali    |
| 13  |      | Sebastián Abreu     | 17 octombrie 1976      | 55       | Botafogo RJ       |
| 14  |      | Nicolás Lodeiro     | 21 martie 1989         | 3        | Ajax              |
| 15  |      | Diego Pérez         | 18 mai 1980            | 49       | Monaco            |
| 16  |      | Maxi Pereira        | 8 iunie 1984           | 36       | Benfica           |
| 17  |      | Egidio Arévalo Ríos | 27 septembrie 1982     | 5        | Peñarol           |
| 18  |      | Ignacio González    | 14 mai 1982            | 16       | Valencia          |
| 19  |      | Andrés Scotti       | 14 decembrie 1974      | 25       | Colo-Colo         |
| 20  |      | Álvaro Fernández    | 11 octombrie 1985      | 7        | U de Chile        |
| 21  |      | Sebastián Fernández | 23 mai 1985            | 6        | Banfield          |
| 22  |      | Martín Cáceres      | 7 aprilie 1987         | 18       | Juventus          |
| 23  |      | Martín Silva        | 25 martie 1983         | 1        | Defensor Sporting |

### Franța
Antrenor:  Raymond Domenech
| Nr. | Poz. | Jucător             | Data nașterii (vârsta) | Selecții | Club              |
| --- | ---- | ------------------- | ---------------------- | -------- | ----------------- |
| 1   |      | Hugo Lloris         | 26 decembrie 1986      | 9        | Lyon              |
| 2   |      | Bacary Sagna        | 14 februarie 1983      | 17       | Arsenal           |
| 3   |      | Éric Abidal         | 11 septembrie 1979     | 45       | Barcelona         |
| 4   |      | Anthony Réveillère  | 10 noiembrie 1979      | 5        | Lyon              |
| 5   |      | William Gallas      | 17 august 1977         | 78       | Arsenal           |
| 6   |      | Marc Planus         | 3 iulie 1982           | 0        | Bordeaux          |
| 7   |      | Franck Ribéry       | 7 aprilie 1983         | 42       | Bayern            |
| 8   |      | Yoann Gourcuff      | 11 iulie 1986          | 17       | Bordeaux          |
| 9   |      | Djibril Cissé       | 12 august 1981         | 38       | Panathinaikos     |
| 10  |      | Sidney Govou        | 27 iulie 1979          | 43       | Lyon              |
| 11  |      | André-Pierre Gignac | 5 decembrie 1985       | 10       | Toulouse          |
| 12  |      | Thierry Henry (c)   | 17 august 1977         | 118      | Barcelona         |
| 13  |      | Patrice Evra        | 15 mai 1981            | 27       | Manchester United |
| 14  |      | Jérémy Toulalan     | 10 septembrie 1983     | 31       | Lyon              |
| 15  |      | Florent Malouda     | 13 iunie 1980          | 51       | Chelsea           |
| 16  |      | Steve Mandanda      | 28 martie 1985         | 12       | Marseille         |
| 17  |      | Sébastien Squillaci | 11 august 1980         | 18       | Sevilla           |
| 18  |      | Alou Diarra         | 15 iulie 1981          | 24       | Bordeaux          |
| 19  |      | Abou Diaby          | 11 mai 1986            | 2        | Arsenal           |
| 20  |      | Mathieu Valbuena    | 28 septembrie 1984     | 0        | Marseille         |
| 21  |      | Nicolas Anelka      | 14 martie 1979         | 64       | Chelsea           |
| 22  |      | Gaël Clichy         | 26 iulie 1985          | 3        | Arsenal           |
| 23  |      | Cédric Carrasso     | 30 decembrie 1981      | 0        | Bordeaux          |

## Grupa B

### Argentina
Antrenor:  Diego Maradona
| Nr. | Poz. | Jucător               | Data nașterii (vârsta) | Selecții | Club            |
| --- | ---- | --------------------- | ---------------------- | -------- | --------------- |
| 1   |      | Diego Pozo            | 16 februarie 1978      | 3        | Colón           |
| 2   |      | Martín Demichelis     | 20 decembrie 1980      | 25       | Bayern          |
| 3   |      | Clemente Rodríguez    | 31 iulie 1981          | 11       | Estudiantes     |
| 4   |      | Nicolás Burdisso      | 12 aprilie 1981        | 28       | Roma            |
| 5   |      | Mario Bolatti         | 17 februarie 1985      | 4        | Fiorentina      |
| 6   |      | Gabriel Heinze        | 19 aprilie 1978        | 63       | Marseille       |
| 7   |      | Ángel Di María        | 14 februarie 1988      | 7        | Benfica         |
| 8   |      | Juan Sebastián Verón  | 9 martie 1975          | 69       | Estudiantes     |
| 9   |      | Gonzalo Higuaín       | 10 decembrie 1987      | 4        | Real Madrid     |
| 10  |      | Lionel Messi          | 24 iunie 1987          | 44       | Barcelona       |
| 11  |      | Carlos Tévez          | 5 februarie 1984       | 51       | Manchester City |
| 12  |      | Ariel Garcé           | 14 iulie 1979          | 3        | Colón           |
| 13  |      | Walter Samuel         | 23 martie 1978         | 54       | Inter Milano    |
| 14  |      | Javier Mascherano (c) | 8 iunie 1984           | 56       | Liverpool       |
| 15  |      | Nicolás Otamendi      | 12 februarie 1988      | 6        | Vélez Sársfield |
| 16  |      | Sergio Agüero         | 2 iunie 1988           | 20       | Atlético Madrid |
| 17  |      | Jonás Gutiérrez       | 5 iulie 1983           | 15       | Newcastle       |
| 18  |      | Martín Palermo        | 7 noiembrie 1973       | 13       | Boca Juniors    |
| 19  |      | Diego Milito          | 12 iunie 1979          | 20       | Inter Milano    |
| 20  |      | Maxi Rodríguez        | 2 ianuarie 1981        | 35       | Liverpool       |
| 21  |      | Mariano Andújar       | 30 iulie 1983          | 4        | Catania         |
| 22  |      | Sergio Romero         | 22 februarie 1987      | 5        | AZ Alkmaar      |
| 23  |      | Javier Pastore        | 20 iunie 1989          | 0        | Palermo         |

### Nigeria
Antrenor:  Lars Lagerbäck
| Nr. | Poz. | Jucător          | Data nașterii (vârsta) | Selecții | Club               |
| --- | ---- | ---------------- | ---------------------- | -------- | ------------------ |
| 1   |      | Vincent Enyeama  | 29 august 1982         | 51       | Hapoel Tel Aviv    |
| 2   |      | Joseph Yobo      | 6 septembrie 1980      | 64       | Everton            |
| 3   |      | Taye Taiwo       | 16 aprilie 1985        | 35       | Marseille          |
| 4   |      | Kanu (c)         | 1 august 1976          | 72       | Portsmouth         |
| 5   |      | Rabiu Afolabi    | 18 aprilie 1980        | 12       | Salzburg           |
| 6   |      | Danny Shittu     | 2 septembrie 1980      | 23       | Bolton             |
| 7   |      | Chinedu Obasi    | 1 iunie 1986           | 17       | Hoffenheim         |
| 8   |      | Yakubu           | 22 noiembrie 1982      | 47       | Everton            |
| 9   |      | Obafemi Martins  | 28 octombrie 1984      | 27       | Wolfsburg          |
| 10  |      | Ideye Brown      | 10 octombrie 1988      | 0        | Sochaux            |
| 11  |      | Peter Odemwingie | 15 iulie 1981          | 43       | Lokomotiv Mos.     |
| 12  |      | Kalu Uche        | 15 noiembrie 1982      | 18       | Almería            |
| 13  |      | Ayila Yussuf     | 4 noiembrie 1984       | 24       | Dinamo Kiev        |
| 14  |      | Sani Kaita       | 2 mai 1986             | 16       | Alania             |
| 15  |      | Dele Adeleye     | 25 decembrie 1988      | 5        | Sparta Rotterdam   |
| 16  |      | Austin Ejide     | 8 aprilie 1984         | 16       | Hapoel Petah Tikva |
| 17  |      | Chidi Odiah      | 17 decembrie 1983      | 21       | CSKA Moscova       |
| 18  |      | Victor Obinna    | 25 martie 1987         | 30       | Málaga             |
| 19  |      | Lukman Haruna    | 12 aprilie 1990        | 1        | Monaco             |
| 20  |      | Dickson Etuhu    | 8 iunie 1982           | 11       | Fulham             |
| 21  |      | Uwa Echiéjilé    | 20 ianuarie 1988       | 9        | Rennes             |
| 22  |      | John Utaka       | 8 ianuarie 1982        | 41       | Portsmouth         |
| 23  |      | Dele Aiyenugba   | 20 noiembrie 1983      | 9        | Bnei Yehuda        |

### Coreea de Sud
Antrenor:  Huh Jung-Moo
| Nr. | Poz. | Jucător          | Data nașterii (vârsta) | Selecții | Club              |
| --- | ---- | ---------------- | ---------------------- | -------- | ----------------- |
| 1   |      | Lee Woon-Jae     | 26 aprilie 1973        | 130      | Suwon Bluewings   |
| 2   |      | Oh Beom-Seok     | 29 iulie 1984          | 37       | Ulsan Hyundai     |
| 3   |      | Kim Hyung-Il     | 27 aprilie 1984        | 2        | Pohang Steelers   |
| 4   |      | Cho Yong-Hyung   | 3 noiembrie 1983       | 31       | Jeju United       |
| 5   |      | Kim Nam-Il       | 14 martie 1977         | 92       | Tom Tomsk         |
| 6   |      | Kim Bo-Kyung     | 6 octombrie 1989       | 6        | Oita⁠(d)           |
| 7   |      | Park Ji-Sung (c) | 25 februarie 1981      | 88       | Manchester United |
| 8   |      | Kim Jung-Woo     | 9 mai 1982             | 54       | Gwangju Phoenix   |
| 9   |      | Ahn Jung-Hwan    | 27 ianuarie 1976       | 70       | Dalian Shide      |
| 10  |      | Park Chu-Young   | 10 iulie 1985          | 40       | Monaco            |
| 11  |      | Lee Seung-Ryul   | 6 martie 1989          | 8        | FC Seul           |
| 12  |      | Lee Young-Pyo    | 23 aprilie 1977        | 112      | Al-Hilal          |
| 13  |      | Kim Jae-Sung     | 3 octombrie 1983       | 7        | Pohang Steelers   |
| 14  |      | Lee Jung-Soo     | 8 ianuarie 1980        | 24       | Kashima           |
| 15  |      | Kim Dong-Jin     | 29 ianuarie 1982       | 61       | Ulsan Hyundai     |
| 16  |      | Ki Sung-Yong     | 24 ianuarie 1989       | 21       | Celtic            |
| 17  |      | Lee Chung-Yong   | 2 iulie 1988           | 23       | Bolton            |
| 18  |      | Jung Sung-Ryong  | 4 ianuarie 1985        | 15       | Seongnam Ilhwa    |
| 19  |      | Yeom Ki-Hun      | 30 martie 1983         | 33       | Suwon Bluewings   |
| 20  |      | Lee Dong-Gook    | 29 aprilie 1979        | 83       | Jeonbuk Motors    |
| 21  |      | Kim Young-Kwang  | 28 iunie 1983          | 14       | Ulsan Hyundai     |
| 22  |      | Cha Du-Ri        | 25 iulie 1980          | 46       | Freiburg          |
| 23  |      | Kang Min-Soo     | 14 februarie 1986      | 31       | Suwon Bluewings   |

### Grecia
Antrenor:  Otto Rehhagel
| Nr. | Poz. | Jucător                   | Data nașterii (vârsta) | Selecții | Club          |
| --- | ---- | ------------------------- | ---------------------- | -------- | ------------- |
| 1   |      | Kostas Chalkias           | 30 mai 1974            | 27       | PAOK          |
| 2   |      | Giourkas Seitaridis       | 4 iunie 1981           | 67       | Panathinaikos |
| 3   |      | Christos Patsatzoglou     | 19 martie 1979         | 41       | Omonia        |
| 4   |      | Nikos Spiropoulos         | 10 octombrie 1983      | 17       | Panathinaikos |
| 5   |      | Vangelis Moras            | 18 august 1981         | 10       | Bologna       |
| 6   |      | Alexandros Tziolis        | 13 februarie 1985      | 17       | Siena         |
| 7   |      | Georgios Samaras          | 21 februarie 1985      | 32       | Celtic        |
| 8   |      | Avraam Papadopoulos       | 3 ianuarie 1984        | 12       | Olympiacos    |
| 9   |      | Angelos Charisteas        | 9 februarie 1980       | 82       | Nürnberg      |
| 10  |      | Giorgos Karagounis (c)    | 6 martie 1977          | 91       | Panathinaikos |
| 11  |      | Loukas Vyntra             | 5 februarie 1981       | 27       | Panathinaikos |
| 12  |      | Alexandros Tzorvas        | 12 august 1982         | 6        | Panathinaikos |
| 13  |      | Michalis Sifakis          | 9 septembrie 1984      | 1        | Aris Salonic  |
| 14  |      | Dimitris Salpigidis       | 18 august 1981         | 34       | Panathinaikos |
| 15  |      | Vasilis Torosidis         | 10 iunie 1985          | 25       | Olympiacos    |
| 16  |      | Sotirios Kyrgiakos        | 23 iulie 1979          | 56       | Liverpool     |
| 17  |      | Theofanis Gekas           | 23 mai 1980            | 46       | Hertha Berlin |
| 18  |      | Sotiris Ninis             | 3 aprilie 1990         | 3        | Panathinaikos |
| 19  |      | Sokratis Papastathopoulos | 9 iunie 1988           | 10       | Genoa         |
| 20  |      | Pantelis Kapetanos        | 8 iunie 1983           | 3        | FCSB          |
| 21  |      | Kostas Katsouranis        | 21 iunie 1979          | 67       | Panathinaikos |
| 22  |      | Stelios Malezas           | 11 martie 1985         | 0        | PAOK          |
| 23  |      | Sakis Prittas             | 9 ianuarie 1979        | 0        | Aris Salonic  |

1. ↑  „Fifa World Cup Regulations, article 26” (PDF). Arhivat din original (PDF) la 18 decembrie 2012. Accesat în 13 mai 2010.
2. ↑  „Les numéros des 23 Bleus”. FFF (în French). 24 mai 2010. Accesat în 25 mai 2010.
3. ↑  Replacement of John Obi Mikel, who has been ruled out due to injury. „Ideye replaces Mikel”. FIFA.com. 5 iunie 2009. Arhivat din original la 7 iunie 2010. Accesat în 6 iunie 2009.

## Grupa C

### Anglia
Antrenor:  Fabio Capello
| Nr. | Poz. | Jucător               | Data nașterii (vârsta) | Selecții | Club              |
| --- | ---- | --------------------- | ---------------------- | -------- | ----------------- |
| 1   |      | David James           | 1 august 1970          | 50       | Portsmouth        |
| 2   |      | Glen Johnson          | 23 august 1984         | 22       | Liverpool         |
| 3   |      | Ashley Cole           | 20 decembrie 1980      | 78       | Chelsea           |
| 4   |      | Steven Gerrard (c)    | 30 mai 1980            | 80       | Liverpool         |
| 5   |      | Michael Dawson        | 18 noiembrie 1983      | 0        | Tottenham         |
| 6   |      | John Terry            | 7 decembrie 1980       | 60       | Chelsea           |
| 7   |      | Aaron Lennon          | 16 aprilie 1987        | 17       | Tottenham         |
| 8   |      | Frank Lampard         | 20 iunie 1978          | 78       | Chelsea           |
| 9   |      | Peter Crouch          | 30 ianuarie 1981       | 38       | Tottenham         |
| 10  |      | Wayne Rooney          | 24 octombrie 1985      | 60       | Manchester United |
| 11  |      | Joe Cole              | 8 noiembrie 1981       | 54       | Chelsea           |
| 12  |      | Robert Green          | 18 ianuarie 1980       | 10       | West Ham          |
| 13  |      | Stephen Warnock       | 12 decembrie 1981      | 1        | Aston Villa       |
| 14  |      | Gareth Barry          | 23 februarie 1981      | 36       | Manchester City   |
| 15  |      | Matthew Upson         | 18 aprilie 1979        | 19       | West Ham          |
| 16  |      | James Milner          | 4 ianuarie 1986        | 8        | Aston Villa       |
| 17  |      | Shaun Wright-Phillips | 25 octombrie 1981      | 31       | Manchester City   |
| 18  |      | Jamie Carragher       | 28 ianuarie 1978       | 36       | Liverpool         |
| 19  |      | Jermain Defoe         | 7 octombrie 1982       | 39       | Tottenham         |
| 20  |      | Ledley King           | 12 octombrie 1980      | 20       | Tottenham         |
| 21  |      | Emile Heskey          | 11 ianuarie 1978       | 58       | Aston Villa       |
| 22  |      | Michael Carrick       | 28 iulie 1981          | 22       | Manchester United |
| 23  |      | Joe Hart              | 19 aprilie 1987        | 3        | Manchester City   |

### Statele Unite
Antrenor:  Bob Bradley
| Nr. | Poz. | Jucător               | Data nașterii (vârsta) | Selecții | Club                |
| --- | ---- | --------------------- | ---------------------- | -------- | ------------------- |
| 1   |      | Tim Howard            | 6 martie 1979          | 51       | Everton             |
| 2   |      | Jonathan Spector      | 1 martie 1986          | 25       | West Ham            |
| 3   |      | Carlos Bocanegra (c)  | 25 mai 1979            | 79       | Rennes              |
| 4   |      | Michael Bradley       | 31 iulie 1987          | 43       | M'gladbach          |
| 5   |      | Oguchi Onyewu         | 13 mai 1982            | 54       | Milan               |
| 6   |      | Steve Cherundolo      | 19 februarie 1979      | 60       | Hannover 96         |
| 7   |      | DaMarcus Beasley      | 24 mai 1982            | 92       | Rangers             |
| 8   |      | Clint Dempsey         | 9 martie 1983          | 62       | Fulham              |
| 9   |      | Herculez Gomez        | 6 aprilie 1982         | 4        | Puebla              |
| 10  |      | Landon Donovan        | 4 martie 1982          | 123      | LA Galaxy           |
| 11  |      | Stuart Holden         | 1 august 1985          | 14       | Bolton              |
| 12  |      | Jonathan Bornstein    | 7 noiembrie 1984       | 32       | Chivas USA          |
| 13  |      | Ricardo Clark         | 10 martie 1983         | 29       | Eintracht Frankfurt |
| 14  |      | Edson Buddle          | 21 mai 1981            | 3        | LA Galaxy           |
| 15  |      | Jay DeMerit           | 4 decembrie 1979       | 19       | Watford             |
| 16  |      | José Francisco Torres | 29 octombrie 1987      | 10       | Pachuca             |
| 17  |      | Jozy Altidore         | 6 noiembrie 1989       | 25       | Hull City           |
| 18  |      | Brad Guzan            | 9 septembrie 1984      | 16       | Aston Villa         |
| 19  |      | Maurice Edu           | 18 aprilie 1986        | 13       | Rangers             |
| 20  |      | Robbie Findley        | 4 august 1985          | 6        | Real Salt Lake      |
| 21  |      | Clarence Goodson      | 17 mai 1982            | 14       | Start               |
| 22  |      | Benny Feilhaber       | 19 ianuarie 1985       | 32       | Aarhus              |
| 23  |      | Marcus Hahnemann      | 15 iunie 1972          | 7        | Wolves              |

### Algeria
Antrenor:  Rabah Saâdane
| Nr. | Poz. | Jucător             | Data nașterii (vârsta) | Selecții | Club                |
| --- | ---- | ------------------- | ---------------------- | -------- | ------------------- |
| 1   |      | Lounès Gaouaoui     | 28 septembrie 1977     | 48       | Chlef               |
| 2   |      | Madjid Bougherra    | 7 octombrie 1982       | 40       | Rangers             |
| 3   |      | Nadir Belhadj       | 18 iunie 1982          | 44       | Portsmouth          |
| 4   |      | Antar Yahia         | 21 martie 1982         | 43       | Bochum              |
| 5   |      | Rafik Halliche      | 2 septembrie 1986      | 15       | Club Nacional       |
| 6   |      | Yazid Mansouri (c)  | 25 februarie 1978      | 66       | Lorient             |
| 7   |      | Ryad Boudebouz      | 19 februarie 1990      | 1        | Sochaux             |
| 8   |      | Mehdi Lacen         | 5 martie 1984          | 2        | Santander           |
| 9   |      | Abdelkader Ghezzal  | 5 decembrie 1984       | 18       | Siena               |
| 10  |      | Rafik Saïfi         | 7 februarie 1975       | 59       | Istres              |
| 11  |      | Rafik Djebbour      | 8 martie 1984          | 15       | AEK Atena           |
| 12  |      | Habib Bellaid       | 28 martie 1986         | 1        | Eintracht Frankfurt |
| 13  |      | Karim Matmour       | 25 iunie 1984          | 21       | M'gladbach          |
| 14  |      | Abdelkader Laïfaoui | 29 iulie 1981          | 6        | Sétif ES            |
| 15  |      | Karim Ziani         | 17 august 1982         | 54       | Wolfsburg           |
| 16  |      | Faouzi Chaouchi     | 5 decembrie 1984       | 9        | Sétif ES            |
| 17  |      | Adlène Guedioura    | 12 noiembrie 1985      | 1        | Wolves              |
| 18  |      | Carl Medjani        | 15 mai 1985            | 0        | Ajaccio             |
| 19  |      | Hassan Yebda        | 14 aprilie 1984        | 9        | Portsmouth          |
| 20  |      | Djamel Mesbah       | 9 octombrie 1984       | 1        | Lecce               |
| 21  |      | Foued Kadir         | 5 decembrie 1983       | 1        | Valenciennes        |
| 22  |      | Djamel Abdoun       | 14 februarie 1986      | 6        | Nantes              |
| 23  |      | Raïs M'Bohli        | 25 aprilie 1986        | 1        | Slavia Sofia        |

### Slovenia
Antrenor:  Matjaž Kek
| Nr. | Poz. | Jucător                  | Data nașterii (vârsta) | Selecții | Club             |
| --- | ---- | ------------------------ | ---------------------- | -------- | ---------------- |
| 1   |      | Samir Handanovič         | 14 iulie 1984          | 38       | Udinese          |
| 2   |      | Mišo Brečko              | 1 mai 1984             | 30       | Köln             |
| 3   |      | Elvedin Džinič           | 25 august 1985         | 0        | Maribor          |
| 4   |      | Marko Šuler              | 9 martie 1983          | 16       | Gent             |
| 5   |      | Boštjan Cesar            | 9 iulie 1982           | 41       | Grenoble         |
| 6   |      | Branko Ilič              | 6 februarie 1983       | 36       | Lokomotiv Mos.   |
| 7   |      | Nejc Pečnik              | 3 ianuarie 1986        | 7        | Club Nacional    |
| 8   |      | Robert Koren (c)         | 20 septembrie 1980     | 45       | West Bromwich    |
| 9   |      | Zlatan Ljubijankič       | 15 decembrie 1983      | 16       | Gent             |
| 10  |      | Valter Birsa             | 7 august 1986          | 33       | Auxerre          |
| 11  |      | Milivoje Novakovič       | 18 mai 1979            | 37       | Köln             |
| 12  |      | Jasmin Handanovič        | 28 ianuarie 1978       | 3        | Mantova          |
| 13  |      | Bojan Jokić              | 17 mai 1986            | 33       | Chievo           |
| 14  |      | Zlatko Dedič             | 10 mai 1984            | 23       | Bochum           |
| 15  |      | Rene Krhin               | 21 mai 1990            | 3        | Inter Milano     |
| 16  |      | Aleksander Šeliga        | 1 februarie 1980       | 1        | Sparta Rotterdam |
| 17  |      | Andraž Kirm              | 6 septembrie 1984      | 25       | Wisła Cracovia   |
| 18  |      | Aleksander Radosavljevič | 25 aprilie 1979        | 14       | Larissa          |
| 19  |      | Suad Filekovič           | 16 septembrie 1978     | 14       | Maribor          |
| 20  |      | Andrej Komac             | 4 decembrie 1979       | 40       | Maccabi Tel Aviv |
| 21  |      | Dalibor Stevanovič       | 27 septembrie 1984     | 15       | Vitesse          |
| 22  |      | Matej Mavrič             | 29 ianuarie 1979       | 32       | TuS Koblenz      |
| 23  |      | Tim Matavž               | 13 ianuarie 1989       | 0        | Groningen        |

## Grupa D

### Germania
Antrenor:  Joachim Löw

### Australia
Antrenor:  Pim Verbeek
| Nr. | Poz. | Jucător            | Data nașterii (vârsta) | Selecții | Club                |
| --- | ---- | ------------------ | ---------------------- | -------- | ------------------- |
| 1   |      | Mark Schwarzer     | 6 octombrie 1972       | 74       | Fulham              |
| 2   |      | Lucas Neill (c)    | 9 martie 1978          | 55       | Galatasaray         |
| 3   |      | Craig Moore        | 12 decembrie 1975      | 49       | Liber de contract   |
| 4   |      | Tim Cahill         | 6 decembrie 1979       | 39       | Everton             |
| 5   |      | Jason Culina       | 5 august 1980          | 48       | Gold Coast United   |
| 6   |      | Michael Beauchamp  | 8 martie 1981          | 21       | Al Jazira Club      |
| 7   |      | Brett Emerton      | 22 februarie 1979      | 72       | Blackburn Rovers    |
| 8   |      | Luke Wilkshire     | 1 octombrie 1981       | 41       | Dinamo Mos.         |
| 9   |      | Joshua Kennedy     | 20 august 1982         | 18       | Nagoya⁠(d)           |
| 10  |      | Harry Kewell       | 22 septembrie 1978     | 45       | Galatasaray         |
| 11  |      | Scott Chipperfield | 30 decembrie 1975      | 64       | Basel               |
| 12  |      | Adam Federici      | 31 ianuarie 1985       | 1        | Reading             |
| 13  |      | Vince Grella       | 5 octombrie 1979       | 44       | Blackburn Rovers    |
| 14  |      | Brett Holman       | 27 martie 1984         | 31       | AZ Alkmaar          |
| 15  |      | Mile Jedinak       | 3 august 1984          | 11       | Antalyaspor         |
| 16  |      | Carl Valeri        | 14 august 1984         | 21       | Sassuolo            |
| 17  |      | Nikita Rukavytsya  | 22 iunie 1987          | 3        | Twente              |
| 18  |      | Brad Jones         | 19 martie 1982         | 2        | Middlesbrough       |
| 19  |      | Richard Garcia     | 4 septembrie 1981      | 6        | Hull City           |
| 20  |      | Mark Milligan      | 4 septembrie 1985      | 10       | JEF United Chiba⁠(d) |
| 21  |      | David Carney       | 3 noiembrie 1983       | 25       | Twente              |
| 22  |      | Dario Vidošić      | 12 aprilie 1987        | 6        | Duisburg            |
| 23  |      | Mark Bresciano     | 11 februarie 1980      | 54       | Palermo             |

### Serbia
Antrenor:  Radomir Antić
| Nr. | Poz. | Jucător             | Data nașterii (vârsta) | Selecții | Club              |
| --- | ---- | ------------------- | ---------------------- | -------- | ----------------- |
| 1   |      | Vladimir Stojković  | 29 iulie 1983          | 33       | Wigan             |
| 2   |      | Antonio Rukavina    | 26 ianuarie 1984       | 20       | 1860 München      |
| 3   |      | Aleksandar Kolarov  | 10 noiembrie 1985      | 13       | Lazio             |
| 4   |      | Gojko Kačar         | 26 ianuarie 1987       | 17       | Hertha Berlin     |
| 5   |      | Nemanja Vidić       | 21 octombrie 1981      | 45       | Manchester United |
| 6   |      | Branislav Ivanović  | 22 februarie 1984      | 31       | Chelsea           |
| 7   |      | Zoran Tošić         | 28 aprilie 1987        | 21       | Köln              |
| 8   |      | Danko Lazović       | 17 mai 1983            | 37       | Zenit             |
| 9   |      | Marko Pantelić      | 15 septembrie 1978     | 32       | Ajax              |
| 10  |      | Dejan Stanković (c) | 11 septembrie 1978     | 88       | Inter Milano      |
| 11  |      | Nenad Milijaš       | 30 aprilie 1983        | 17       | Wolves            |
| 12  |      | Bojan Isailović     | 25 martie 1980         | 4        | Zagłębie Lubin    |
| 13  |      | Aleksandar Luković  | 23 octombrie 1982      | 21       | Udinese           |
| 14  |      | Milan Jovanović     | 18 aprilie 1981        | 26       | Standard Liège    |
| 15  |      | Nikola Žigić        | 25 septembrie 1980     | 45       | Valencia          |
| 16  |      | Ivan Obradović      | 25 iulie 1988          | 12       | Zaragoza          |
| 17  |      | Miloš Krasić        | 1 noiembrie 1984       | 31       | CSKA Moscova      |
| 18  |      | Miloš Ninković      | 25 decembrie 1984      | 9        | Dinamo Kiev       |
| 19  |      | Radosav Petrović    | 8 martie 1989          | 9        | Partizan          |
| 20  |      | Neven Subotić       | 10 decembrie 1988      | 13       | Dortmund          |
| 21  |      | Dragan Mrđa         | 23 ianuarie 1984       | 6        | Vojvodina         |
| 22  |      | Zdravko Kuzmanović  | 22 septembrie 1987     | 27       | Stuttgart         |
| 23  |      | Anđelko Đuričić     | 21 noiembrie 1980      | 1        | UD Leiria         |

### Ghana
Antrenor:  Milovan Rajevac
| Nr. | Poz. | Jucător              | Data nașterii (vârsta) | Selecții | Club                  |
| --- | ---- | -------------------- | ---------------------- | -------- | --------------------- |
| 1   |      | Daniel Adjei         | 10 noiembrie 1989      | 2        | Liberty Professionals |
| 2   |      | Hans Sarpei          | 28 iunie 1976          | 23       | Leverkusen            |
| 3   |      | Asamoah Gyan         | 22 noiembrie 1985      | 32       | Rennes                |
| 4   |      | John Paintsil        | 15 iunie 1981          | 65       | Fulham                |
| 5   |      | John Mensah          | 29 noiembrie 1982      | 58       | Sunderland            |
| 6   |      | Anthony Annan        | 21 iulie 1986          | 38       | Rosenborg             |
| 7   |      | Samuel Inkoom        | 22 august 1989         | 15       | Basel                 |
| 8   |      | Jonathan Mensah      | 13 iulie 1990          | 3        | Free State Stars      |
| 9   |      | Derek Boateng        | 2 aprilie 1983         | 19       | Getafe                |
| 10  |      | Stephen Appiah (c)   | 24 decembrie 1980      | 56       | Bologna               |
| 11  |      | Sulley Muntari       | 27 august 1984         | 52       | Inter Milano          |
| 12  |      | Prince Tagoe         | 9 noiembrie 1986       | 17       | Hoffenheim            |
| 13  |      | André Ayew           | 17 decembrie 1989      | 15       | Avignon               |
| 14  |      | Matthew Amoah        | 24 octombrie 1980      | 31       | Breda                 |
| 15  |      | Isaac Vorsah         | 21 iunie 1988          | 6        | Hoffenheim            |
| 16  |      | Stephen Ahorlu       | 10 mai 1989            | 0        | Heart of Lions        |
| 17  |      | Abdul Rahim Ayew     | 16 aprilie 1988        | 15       | Zamalek               |
| 18  |      | Dominic Adiyiah      | 29 noiembrie 1989      | 4        | Milan                 |
| 19  |      | Lee Addy             | 26 septembrie 1985     | 3        | Bechem Chelsea        |
| 20  |      | Quincy Owusu-Abeyie  | 15 aprilie 1986        | 12       | Al-Sadd               |
| 21  |      | Kwadwo Asamoah       | 9 septembrie 1988      | 29       | Udinese               |
| 22  |      | Richard Kingson      | 13 iunie 1978          | 58       | Wigan                 |
| 23  |      | Kevin-Prince Boateng | 6 martie 1987          | 0        | Portsmouth            |

1. ↑  Rio Ferdinand was initially part of the final squad as captain but withdrew due to injury, replaced by Michael Dawson. „Dawson arrives in South Africa”. TheFA.com. 5 iunie 2009. Accesat în 6 iunie 2009.
2. ↑  Jérôme Boateng will join Manchester City after the tournament. „Jerome Boateng agrees to five-year deal”. Manchester City F.C. 6 iunie 2010. Arhivat din original la 29 mai 2016. Accesat în 6 iunie 2010.
3. ↑  Nikita Rukavytsya was backed to Twente from Roeselare.

## Grupa E

### Țările de Jos
Antrenor:  Bert van Marwijk
| Nr. | Poz. | Jucător                      | Data nașterii (vârsta) | Selecții | Club            |
| --- | ---- | ---------------------------- | ---------------------- | -------- | --------------- |
| 1   |      | Maarten Stekelenburg         | 22 septembrie 1982     | 25       | Ajax            |
| 2   |      | Gregory van der Wiel         | 3 februarie 1988       | 8        | Ajax            |
| 3   |      | John Heitinga                | 15 noiembrie 1983      | 51       | Everton         |
| 4   |      | Joris Mathijsen              | 5 aprilie 1980         | 53       | Hamburg         |
| 5   |      | Giovanni van Bronckhorst (c) | 5 februarie 1975       | 97       | Feyenoord       |
| 6   |      | Mark van Bommel              | 22 aprilie 1977        | 54       | Bayern          |
| 7   |      | Dirk Kuyt                    | 22 iulie 1980          | 60       | Liverpool       |
| 8   |      | Nigel de Jong                | 30 noiembrie 1984      | 40       | Manchester City |
| 9   |      | Robin van Persie             | 6 august 1983          | 41       | Arsenal         |
| 10  |      | Wesley Sneijder              | 9 iunie 1984           | 59       | Inter Milano    |
| 11  |      | Arjen Robben                 | 23 ianuarie 1984       | 46       | Bayern          |
| 12  |      | Khalid Boulahrouz            | 28 decembrie 1981      | 28       | Stuttgart       |
| 13  |      | André Ooijer                 | 11 iulie 1974          | 53       | PSV             |
| 14  |      | Demy de Zeeuw                | 26 mai 1983            | 23       | Ajax            |
| 15  |      | Edson Braafheid              | 8 aprilie 1983         | 5        | Celtic          |
| 16  |      | Michel Vorm                  | 20 octombrie 1983      | 3        | Utrecht         |
| 17  |      | Eljero Elia                  | 13 februarie 1987      | 5        | Hamburg         |
| 18  |      | Stijn Schaars                | 11 ianuarie 1984       | 11       | AZ Alkmaar      |
| 19  |      | Ryan Babel                   | 19 decembrie 1986      | 38       | Liverpool       |
| 20  |      | Ibrahim Afellay              | 2 aprilie 1986         | 20       | PSV             |
| 21  |      | Klaas-Jan Huntelaar          | 12 august 1983         | 30       | Milan           |
| 22  |      | Sander Boschker              | 20 octombrie 1970      | 0        | Twente          |
| 23  |      | Rafael van der Vaart         | 11 februarie 1983      | 75       | Real Madrid     |

### Danemarca
Antrenor:  Morten Olsen
| Nr. | Poz. | Jucător               | Data nașterii (vârsta) | Selecții | Club             |
| --- | ---- | --------------------- | ---------------------- | -------- | ---------------- |
| 1   |      | Thomas Sørensen       | 12 iunie 1976          | 86       | Stoke City       |
| 2   |      | Christian Poulsen     | 28 februarie 1980      | 72       | Juventus         |
| 3   |      | Simon Kjær            | 26 martie 1989         | 9        | Palermo          |
| 4   |      | Daniel Agger          | 12 decembrie 1984      | 30       | Liverpool        |
| 5   |      | William Kvist         | 24 februarie 1985      | 13       | Copenhaga        |
| 6   |      | Lars Jacobsen         | 20 septembrie 1979     | 29       | Blackburn Rovers |
| 7   |      | Daniel Jensen         | 25 iunie 1979          | 47       | Werder Bremen    |
| 8   |      | Jesper Grønkjær       | 12 august 1977         | 76       | Copenhaga        |
| 9   |      | Jon Dahl Tomasson (c) | 29 august 1976         | 108      | Feyenoord        |
| 10  |      | Martin Jørgensen      | 6 octombrie 1975       | 94       | Aarhus           |
| 11  |      | Nicklas Bendtner      | 16 ianuarie 1988       | 32       | Arsenal          |
| 12  |      | Thomas Kahlenberg     | 20 martie 1983         | 30       | Wolfsburg        |
| 13  |      | Per Krøldrup          | 31 iulie 1979          | 28       | Fiorentina       |
| 14  |      | Jakob Poulsen         | 7 iulie 1983           | 11       | Aarhus           |
| 15  |      | Simon Poulsen         | 7 octombrie 1984       | 4        | AZ Alkmaar       |
| 16  |      | Stephan Andersen      | 26 noiembrie 1981      | 5        | Brøndby          |
| 17  |      | Mikkel Beckmann       | 24 octombrie 1983      | 3        | Randers          |
| 18  |      | Søren Larsen          | 6 septembrie 1981      | 17       | Duisburg         |
| 19  |      | Dennis Rommedahl      | 22 iulie 1978          | 94       | Ajax             |
| 20  |      | Thomas Enevoldsen     | 27 iulie 1987          | 4        | Groningen        |
| 21  |      | Christian Eriksen     | 14 februarie 1992      | 2        | Ajax             |
| 22  |      | Jesper Christiansen   | 24 aprilie 1978        | 11       | Copenhaga        |
| 23  |      | Patrick Mtiliga       | 28 ianuarie 1981       | 2        | Málaga           |

### Japonia
Antrenor:  Takeshi Okada
| Nr. | Poz. | Jucător              | Data nașterii (vârsta) | Selecții | Club                |
| --- | ---- | -------------------- | ---------------------- | -------- | ------------------- |
| 1   |      | Seigo Narazaki       | 15 aprilie 1976        | 76       | Nagoya⁠(d)           |
| 2   |      | Yuki Abe             | 6 septembrie 1981      | 45       | Urawa Reds          |
| 3   |      | Yūichi Komano        | 25 iulie 1981          | 53       | Júbilo Iwata        |
| 4   |      | Marcus Tulio Tanaka  | 24 aprilie 1981        | 39       | Nagoya⁠(d)           |
| 5   |      | Yuto Nagatomo        | 12 septembrie 1986     | 26       | FC Tokyo            |
| 6   |      | Atsuto Uchida        | 27 martie 1988         | 31       | Kashima             |
| 7   |      | Yasuhito Endō        | 28 ianuarie 1980       | 94       | Gamba Osaka         |
| 8   |      | Daisuke Matsui       | 11 mai 1981            | 23       | Grenoble            |
| 9   |      | Shinji Okazaki       | 16 aprilie 1986        | 28       | Shimizu             |
| 10  |      | Shunsuke Nakamura    | 24 iunie 1978          | 97       | Yokohama F. Marinos |
| 11  |      | Keiji Tamada         | 11 aprilie 1980        | 70       | Nagoya⁠(d)           |
| 12  |      | Kisho Yano           | 5 aprilie 1984         | 18       | Albirex Niigata     |
| 13  |      | Daiki Iwamasa        | 30 ianuarie 1982       | 2        | Kashima             |
| 14  |      | Kengo Nakamura       | 31 octombrie 1980      | 47       | Kawasaki            |
| 15  |      | Yasuyuki Konno       | 25 ianuarie 1983       | 37       | FC Tokyo            |
| 16  |      | Yoshito Ōkubo        | 9 iunie 1982           | 49       | Vissel Kobe         |
| 17  |      | Makoto Hasebe (c)    | 18 ianuarie 1984       | 31       | Wolfsburg           |
| 18  |      | Keisuke Honda        | 13 iunie 1986          | 15       | CSKA Moscova        |
| 19  |      | Takayuki Morimoto    | 7 mai 1988             | 6        | Catania             |
| 20  |      | Junichi Inamoto      | 18 septembrie 1979     | 80       | Kawasaki            |
| 21  |      | Eiji Kawashima       | 20 martie 1983         | 10       | Kawasaki            |
| 22  |      | Yuji Nakazawa        | 15 februarie 1978      | 105      | Yokohama F. Marinos |
| 23  |      | Yoshikatsu Kawaguchi | 15 august 1975         | 116      | Júbilo Iwata        |

### Camerun
Antrenor:  Paul Le Guen
| Nr. | Poz. | Jucător             | Data nașterii (vârsta) | Selecții | Club           |
| --- | ---- | ------------------- | ---------------------- | -------- | -------------- |
| 1   |      | Carlos Kameni       | 18 februarie 1984      | 58       | Espanyol       |
| 2   |      | Benoît Assou-Ekotto | 24 martie 1984         | 4        | Tottenham      |
| 3   |      | Nicolas N'Koulou    | 27 martie 1990         | 6        | Monaco         |
| 4   |      | Rigobert Song       | 1 iulie 1976           | 133      | Trabzonspor    |
| 5   |      | Sébastien Bassong   | 9 iulie 1986           | 3        | Tottenham      |
| 6   |      | Alexandre Song      | 9 septembrie 1987      | 20       | Arsenal        |
| 7   |      | Landry N'Guémo      | 28 noiembrie 1985      | 17       | Celtic         |
| 8   |      | Geremi              | 20 decembrie 1978      | 109      | Ankaragücü     |
| 9   |      | Samuel Eto'o (c)    | 10 martie 1981         | 92       | Inter Milano   |
| 10  |      | Achille Emana       | 5 iunie 1982           | 32       | Betis          |
| 11  |      | Jean Makoun         | 29 mai 1983            | 46       | Lyon           |
| 12  |      | Gaëtan Bong         | 25 aprilie 1988        | 0        | Valenciennes   |
| 13  |      | Eric Choupo-Moting  | 23 martie 1989         | 0        | Nürnberg       |
| 14  | F    | Aurélien Chedjou    | 20 iunie 1985          | 8        | Lille          |
| 15  |      | Pierre Webó         | 20 ianuarie 1982       | 39       | Mallorca       |
| 16  |      | Souleymanou Hamidou | 22 noiembrie 1973      | 40       | Kayserispor    |
| 17  |      | Mohammadou Idrissou | 8 martie 1980          | 28       | Freiburg       |
| 18  |      | Eyong Enoh          | 23 martie 1986         | 12       | Ajax           |
| 19  |      | Stephane Mbia       | 20 mai 1986            | 29       | Marseille      |
| 20  |      | Georges Mandjeck    | 9 decembrie 1988       | 4        | Kaiserslautern |
| 21  |      | Joel Matip          | 8 august 1991          | 1        | Schalke 04     |
| 22  |      | Guy N'dy Assembé    | 28 februarie 1986      | 0        | Valenciennes   |
| 23  |      | Vincent Aboubakar   | 22 ianuarie 1992       | 0        | Coton Sport    |

## Grupa F

### Italia
Antrenor:  Marcello Lippi
| Nr. | Poz. | Jucător             | Data nașterii (vârsta) | Selecții | Club       |
| --- | ---- | ------------------- | ---------------------- | -------- | ---------- |
| 1   |      | Gianluigi Buffon    | 28 ianuarie 1978       | 101      | Juventus   |
| 2   |      | Christian Maggio    | 11 februarie 1982      | 4        | Napoli     |
| 3   |      | Domenico Criscito   | 30 decembrie 1986      | 6        | Genoa      |
| 4   |      | Giorgio Chiellini   | 14 august 1984         | 28       | Juventus   |
| 5   |      | Fabio Cannavaro (c) | 13 septembrie 1973     | 133      | Juventus   |
| 6   |      | Daniele De Rossi    | 24 iulie 1983          | 53       | Roma       |
| 7   |      | Simone Pepe         | 30 august 1983         | 14       | Udinese    |
| 8   |      | Gennaro Gattuso     | 9 ianuarie 1978        | 71       | Milan      |
| 9   |      | Vincenzo Iaquinta   | 21 noiembrie 1979      | 36       | Juventus   |
| 10  |      | Antonio Di Natale   | 13 octombrie 1977      | 32       | Udinese    |
| 11  |      | Alberto Gilardino   | 5 iulie 1982           | 40       | Fiorentina |
| 12  |      | Federico Marchetti  | 7 februarie 1983       | 4        | Cagliari   |
| 13  |      | Salvatore Bocchetti | 30 noiembrie 1986      | 4        | Genoa      |
| 14  |      | Morgan De Sanctis   | 27 martie 1977         | 3        | Napoli     |
| 15  |      | Claudio Marchisio   | 19 ianuarie 1986       | 4        | Juventus   |
| 16  |      | Mauro Camoranesi    | 4 octombrie 1976       | 53       | Juventus   |
| 17  |      | Angelo Palombo      | 25 septembrie 1981     | 16       | Sampdoria  |
| 18  |      | Fabio Quagliarella  | 31 ianuarie 1983       | 19       | Napoli     |
| 19  |      | Gianluca Zambrotta  | 19 februarie 1977      | 93       | Milan      |
| 20  |      | Giampaolo Pazzini   | 2 august 1984          | 7        | Sampdoria  |
| 21  |      | Andrea Pirlo        | 19 mai 1979            | 66       | Milan      |
| 22  |      | Riccardo Montolivo  | 18 ianuarie 1985       | 12       | Fiorentina |
| 23  |      | Leonardo Bonucci    | 1 mai 1987             | 2        | Bari       |

### Paraguay
Antrenor:  Gerardo Martino
| Nr. | Poz. | Jucător             | Data nașterii (vârsta) | Selecții | Club                   |
| --- | ---- | ------------------- | ---------------------- | -------- | ---------------------- |
| 1   |      | Justo Villar        | 30 iunie 1977          | 71       | Valladolid             |
| 2   |      | Darío Verón         | 26 iunie 1979          | 27       | Pumas                  |
| 3   |      | Claudio Morel       | 2 februarie 1978       | 25       | Boca Juniors           |
| 4   |      | Denis Caniza (c)    | 29 august 1974         | 95       | Club León              |
| 5   |      | Julio César Cáceres | 5 octombrie 1979       | 59       | Atlético Mineiro       |
| 6   |      | Carlos Bonet        | 2 octombrie 1977       | 60       | Olimpia                |
| 7   |      | Oscar Cardozo       | 20 mai 1983            | 29       | Benfica                |
| 8   |      | Édgar Barreto       | 15 iulie 1984          | 47       | Atalanta               |
| 9   |      | Roque Santa Cruz    | 16 august 1981         | 66       | Manchester City        |
| 10  |      | Édgar Benítez       | 8 noiembrie 1987       | 12       | Pachuca                |
| 11  |      | Jonathan Santana    | 19 octombrie 1981      | 21       | Wolfsburg              |
| 12  |      | Diego Barreto       | 16 iulie 1981          | 2        | Cerro Porteño          |
| 13  |      | Enrique Vera        | 10 martie 1979         | 25       | LDU Quito              |
| 14  |      | Paulo da Silva      | 1 februarie 1980       | 67       | Sunderland             |
| 15  |      | Víctor Cáceres      | 25 martie 1985         | 25       | Club Libertad          |
| 16  |      | Cristian Riveros    | 16 octombrie 1982      | 45       | Cruz Azul              |
| 17  |      | Aureliano Torres    | 16 iunie 1982          | 25       | San Lorenzo            |
| 18  |      | Nelson Valdez       | 28 noiembrie 1983      | 38       | Dortmund               |
| 19  |      | Lucas Barrios       | 13 noiembrie 1984      | 3        | Dortmund               |
| 20  |      | Néstor Ortigoza     | 7 octombrie 1984       | 3        | Argentinos             |
| 21  |      | Antolín Alcaraz     | 30 iulie 1982          | 5        | Club Brugge            |
| 22  |      | Aldo Bobadilla      | 20 aprilie 1976        | 18       | Independiente Medellín |
| 23  |      | Rodolfo Gamarra     | 10 decembrie 1988      | 2        | Club Libertad          |

### Noua Zeelandă
Antrenor:  Ricki Herbert
| Nr. | Poz. | Jucător            | Data nașterii (vârsta) | Selecții | Club               |
| --- | ---- | ------------------ | ---------------------- | -------- | ------------------ |
| 1   |      | Mark Paston        | 13 decembrie 1976      | 23       | Wellington Phoenix |
| 2   |      | Ben Sigmund        | 3 februarie 1981       | 14       | Wellington Phoenix |
| 3   |      | Tony Lochhead      | 12 ianuarie 1982       | 30       | Wellington Phoenix |
| 4   |      | Winston Reid       | 3 iulie 1988           | 3        | Midtjylland        |
| 5   |      | Ivan Vicelich      | 3 septembrie 1976      | 66       | Auckland City      |
| 6   |      | Ryan Nelsen (c)    | 18 octombrie 1977      | 41       | Blackburn Rovers   |
| 7   |      | Simon Elliott      | 10 iunie 1974          | 63       | Liber de contract  |
| 8   |      | Tim Brown          | 6 martie 1981          | 25       | Wellington Phoenix |
| 9   |      | Shane Smeltz       | 29 septembrie 1981     | 30       | Gold Coast United  |
| 10  |      | Chris Killen       | 8 octombrie 1981       | 31       | Middlesbrough      |
| 11  |      | Leo Bertos         | 20 decembrie 1981      | 34       | Wellington Phoenix |
| 12  |      | Glen Moss          | 19 ianuarie 1983       | 15       | Melbourne Victory  |
| 13  |      | Andy Barron        | 24 decembrie 1980      | 11       | Team Wellington    |
| 14  |      | Rory Fallon        | 20 martie 1982         | 7        | Plymouth           |
| 15  |      | Michael McGlinchey | 7 ianuarie 1987        | 5        | Motherwell         |
| 16  |      | Aaron Clapham      | 1 ianuarie 1987        | 0        | Canterbury United  |
| 17  |      | David Mulligan     | 24 martie 1982         | 25       | Liber de contract  |
| 18  |      | Andrew Boyens      | 18 septembrie 1983     | 15       | New York Red Bulls |
| 19  |      | Tommy Smith        | 31 martie 1990         | 4        | Ipswich            |
| 20  |      | Chris Wood         | 7 decembrie 1991       | 9        | West Bromwich      |
| 21  |      | Jeremy Christie    | 22 mai 1983            | 22       | FC Tampa Bay       |
| 22  |      | Jeremy Brockie     | 7 octombrie 1987       | 18       | Newcastle Jets     |
| 23  |      | James Bannatyne    | 30 iunie 1975          | 3        | Team Wellington    |

### Slovacia
Antrenor:  Vladimír Weiss
| Nr. | Poz. | Jucător           | Data nașterii (vârsta) | Selecții | Club              |
| --- | ---- | ----------------- | ---------------------- | -------- | ----------------- |
| 1   |      | Ján Mucha         | 5 decembrie 1982       | 14       | Legia Varșovia    |
| 2   |      | Peter Pekarík     | 30 octombrie 1986      | 21       | Wolfsburg         |
| 3   |      | Martin Škrtel     | 15 decembrie 1984      | 37       | Liverpool         |
| 4   |      | Marek Čech        | 26 ianuarie 1983       | 38       | West Bromwich     |
| 5   |      | Radoslav Zabavník | 16 septembrie 1980     | 42       | Mainz 05          |
| 6   |      | Zdeno Štrba       | 9 iunie 1976           | 20       | Xanthi            |
| 7   |      | Vladimír Weiss    | 30 noiembrie 1989      | 7        | Bolton            |
| 8   |      | Ján Kozák         | 22 aprilie 1980        | 22       | Poli Timișoara    |
| 9   |      | Stanislav Šesták  | 16 decembrie 1982      | 29       | Bochum            |
| 10  |      | Marek Sapara      | 31 iulie 1982          | 24       | Ankaragücü        |
| 11  |      | Róbert Vittek     | 1 aprilie 1982         | 69       | Ankaragücü        |
| 12  |      | Dušan Perniš      | 28 noiembrie 1984      | 1        | Dundee United     |
| 13  |      | Filip Hološko     | 17 ianuarie 1984       | 37       | Beșiktaș          |
| 14  |      | Martin Jakubko    | 26 februarie 1980      | 21       | Ramenskoe         |
| 15  |      | Miroslav Stoch    | 19 octombrie 1989      | 10       | Twente            |
| 16  |      | Ján Ďurica        | 10 decembrie 1981      | 35       | Hannover 96       |
| 17  |      | Marek Hamšík (c)  | 27 iulie 1987          | 30       | Napoli            |
| 18  |      | Erik Jendrišek    | 26 octombrie 1986      | 13       | Kaiserslautern    |
| 19  |      | Juraj Kucka       | 26 februarie 1987      | 5        | Sparta Praga      |
| 20  |      | Kamil Kopúnek     | 18 mai 1984            | 7        | Spartak Trnava    |
| 21  |      | Kornel Saláta     | 4 ianuarie 1985        | 3        | Slovan Bratislava |
| 22  |      | Martin Petráš     | 2 noiembrie 1979       | 38       | Cesena            |
| 23  |      | Dušan Kuciak      | 21 mai 1985            | 2        | FC Vaslui         |

## Grupa G

### Brazilia
Antrenor:  Dunga
| Nr. | Poz. | Jucător        | Data nașterii (vârsta) | Selecții | Club          |
| --- | ---- | -------------- | ---------------------- | -------- | ------------- |
| 1   |      | Júlio César    | 3 septembrie 1979      | 47       | Inter Milano  |
| 2   |      | Maicon         | 26 iulie 1981          | 56       | Inter Milano  |
| 3   |      | Lúcio (c)      | 8 mai 1978             | 89       | Inter Milano  |
| 4   |      | Juan           | 1 februarie 1979       | 73       | Roma          |
| 5   |      | Felipe Melo    | 26 august 1983         | 16       | Juventus      |
| 6   |      | Michel Bastos  | 2 august 1983          | 3        | Lyon          |
| 7   |      | Elano          | 14 iunie 1981          | 41       | Galatasaray   |
| 8   |      | Gilberto Silva | 7 octombrie 1976       | 86       | Panathinaikos |
| 9   |      | Luís Fabiano   | 8 noiembrie 1980       | 36       | Sevilla       |
| 10  |      | Kaká           | 22 aprilie 1982        | 76       | Real Madrid   |
| 11  |      | Robinho        | 25 ianuarie 1984       | 73       | Santos        |
| 12  |      | Gomes          | 15 februarie 1981      | 9        | Tottenham     |
| 13  |      | Daniel Alves   | 6 mai 1983             | 33       | Barcelona     |
| 14  |      | Luisão         | 13 februarie 1981      | 40       | Benfica       |
| 15  |      | Thiago Silva   | 22 septembrie 1984     | 4        | Milan         |
| 16  |      | Gilberto       | 25 aprilie 1976        | 32       | Cruzeiro      |
| 17  |      | Josué          | 19 iulie 1979          | 26       | Wolfsburg     |
| 18  |      | Ramires        | 24 martie 1987         | 11       | Benfica       |
| 19  |      | Júlio Baptista | 1 octombrie 1981       | 45       | Roma          |
| 20  |      | Kléberson      | 19 iunie 1979          | 31       | Flamengo      |
| 21  |      | Nilmar         | 14 iulie 1984          | 15       | Villarreal    |
| 22  |      | Doni           | 22 octombrie 1979      | 10       | Roma          |
| 23  |      | Grafite        | 2 aprilie 1979         | 2        | Wolfsburg     |

### Coreea de Nord
Antrenor:  Kim Jong-Hun
| Nr. | Poz. | Jucător          | Data nașterii (vârsta) | Selecții | Club              |
| --- | ---- | ---------------- | ---------------------- | -------- | ----------------- |
| 1   |      | Ri Myong-Guk     | 9 septembrie 1986      | 28       | Pyongyang City    |
| 2   |      | Cha Jong-Hyok    | 25 septembrie 1985     | 31       | Amrokgang         |
| 3   |      | Ri Jun-Il        | 24 august 1987         | 26       | Sobaeksu          |
| 4   |      | Pak Nam-Chol     | 2 iulie 1985           | 35       | 4.25 Sports Group |
| 5   |      | Ri Kwang-Chon    | 4 septembrie 1985      | 41       | 4.25 Sports Group |
| 6   |      | Kim Kum-Il       | 10 octombrie 1987      | 11       | 4.25 Sports Group |
| 7   |      | An Chol-Hyok     | 27 iunie 1985          | 16       | Rimyongsu         |
| 8   |      | Ji Yun-Nam       | 20 noiembrie 1976      | 23       | 4.25 Sports Group |
| 9   |      | Jong Tae-Se      | 2 martie 1984          | 20       | Kawasaki          |
| 10  |      | Hong Yong-Jo (c) | 22 mai 1982            | 40       | Rostov            |
| 11  |      | Mun In-Guk       | 29 septembrie 1978     | 42       | 4.25 Sports Group |
| 12  |      | Choe Kum-Chol    | 9 februarie 1987       | 16       | 4.25 Sports Group |
| 13  |      | Pak Chol-Jin     | 5 septembrie 1985      | 34       | Amrokgang         |
| 14  |      | Pak Nam-Chol     | 3 octombrie 1988       | 12       | Amrokgang         |
| 15  |      | Kim Yong-Jun     | 19 iulie 1983          | 52       | Pyongyang City    |
| 16  |      | Nam Song-Chol    | 7 mai 1982             | 41       | 4.25 Sports Group |
| 17  |      | Ahn Young-Hak    | 25 octombrie 1978      | 24       | Omiya⁠(d)          |
| 18  |      | Kim Myong-Gil    | 16 octombrie 1984      | 10       | Amrokgang         |
| 19  |      | Ri Chol-Myong    | 18 februarie 1988      | 10       | Pyongyang City    |
| 20  |      | Kim Myong-Won    | 15 iulie 1983          | 9        | Amrokgang         |
| 21  |      | Ri Kwang-Hyok    | 17 august 1987         | 15       | Kyonggongop       |
| 22  |      | Kim Kyong-Il     | 11 decembrie 1988      | 7        | Rimyongsu         |
| 23  |      | Pak Sung-Hyok    | 30 mai 1990            | 3        | Sobaeksu          |

### Coasta de Fildeș
Antrenor:  Sven-Göran Eriksson
| Nr. | Poz. | Jucător            | Data nașterii (vârsta) | Selecții | Club            |
| --- | ---- | ------------------ | ---------------------- | -------- | --------------- |
| 1   |      | Boubacar Barry     | 30 decembrie 1979      | 45       | Lokeren         |
| 2   |      | Benjamin Angoua    | 28 noiembrie 1986      | 7        | Valenciennes    |
| 3   |      | Arthur Boka        | 2 aprilie 1983         | 54       | Stuttgart       |
| 4   |      | Kolo Touré         | 19 martie 1981         | 76       | Manchester City |
| 5   |      | Didier Zokora      | 14 decembrie 1980      | 80       | Sevilla         |
| 6   |      | Steve Gohouri      | 8 februarie 1981       | 11       | Wigan           |
| 7   |      | Seydou Doumbia     | 31 decembrie 1987      | 5        | Young Boys      |
| 8   |      | Salomon Kalou      | 5 august 1985          | 28       | Chelsea         |
| 9   |      | Cheick Tioté       | 21 iunie 1986          | 8        | Twente          |
| 10  |      | Gervinho           | 27 mai 1987            | 15       | Lille           |
| 11  |      | Didier Drogba (c)  | 11 martie 1978         | 68       | Chelsea         |
| 12  |      | Jean-Jacques Gosso | 15 martie 1983         | 6        | Monaco          |
| 13  |      | Romaric            | 4 iunie 1983           | 38       | Sevilla         |
| 14  |      | Emmanuel Koné      | 31 decembrie 1986      | 12       | Curtea de Argeș |
| 15  |      | Aruna Dindane      | 26 noiembrie 1980      | 54       | Portsmouth      |
| 16  |      | Aristide Zogbo     | 30 decembrie 1981      | 6        | Maccabi Netanya |
| 17  |      | Siaka Tiéné        | 22 martie 1982         | 55       | Valenciennes    |
| 18  |      | Kader Keïta        | 6 august 1981          | 55       | Lyon            |
| 19  |      | Yaya Touré         | 13 mai 1983            | 47       | Barcelona       |
| 20  |      | Guy Demel          | 13 iunie 1981          | 26       | Hamburg         |
| 21  |      | Emmanuel Eboué     | 4 iunie 1983           | 52       | Arsenal         |
| 22  |      | Sol Bamba          | 13 ianuarie 1985       | 16       | Hibernian       |
| 23  |      | Daniel Yeboah      | 13 noiembrie 1984      | 4        | Mimosas         |

### Portugalia
Antrenor:  Carlos Queiroz
| Nr. | Poz. | Jucător               | Data nașterii (vârsta) | Selecții | Club              |
| --- | ---- | --------------------- | ---------------------- | -------- | ----------------- |
| 1   |      | Eduardo               | 19 septembrie 1982     | 12       | Braga             |
| 2   |      | Bruno Alves           | 27 noiembrie 1981      | 28       | Porto             |
| 3   |      | Paulo Ferreira        | 18 ianuarie 1979       | 59       | Chelsea           |
| 4   |      | Rolando               | 31 august 1985         | 7        | Porto             |
| 5   |      | Duda                  | 27 iunie 1980          | 14       | Málaga            |
| 6   |      | Ricardo Carvalho      | 18 mai 1978            | 60       | Chelsea           |
| 7   |      | Cristiano Ronaldo (c) | 5 februarie 1985       | 69       | Real Madrid       |
| 8   |      | Pedro Mendes          | 26 februarie 1979      | 5        | Sporting          |
| 9   |      | Liédson               | 17 decembrie 1977      | 7        | Sporting          |
| 10  |      | Danny                 | 7 august 1983          | 8        | Zenit             |
| 11  |      | Simão                 | 31 octombrie 1979      | 79       | Atlético Madrid   |
| 12  |      | Beto                  | 1 mai 1982             | 1        | Porto             |
| 13  |      | Miguel                | 4 ianuarie 1980        | 53       | Valencia          |
| 14  |      | Miguel Veloso         | 11 mai 1986            | 10       | Sporting          |
| 15  |      | Pepe                  | 26 februarie 1983      | 24       | Real Madrid       |
| 16  |      | Raul Meireles         | 17 martie 1983         | 31       | Porto             |
| 17  |      | Nani                  | 17 noiembrie 1986      | 34       | Manchester United |
| 18  |      | Hugo Almeida          | 23 mai 1984            | 23       | Werder Bremen     |
| 19  |      | Tiago                 | 2 mai 1981             | 49       | Atlético Madrid   |
| 20  |      | Deco                  | 27 august 1977         | 71       | Chelsea           |
| 21  |      | Ricardo Costa         | 16 mai 1981            | 6        | Lille             |
| 22  |      | Daniel Fernandes      | 25 septembrie 1983     | 2        | Iraklis           |
| 23  |      | Fábio Coentrão        | 11 martie 1988         | 3        | Benfica           |

1. ↑  „Dunga names his Seleção”. PA. 11 mai 2010. Arhivat din original la 27 mai 2010. Accesat în 12 mai 2010.
2. ↑  „Dunga convocou para a Copa do Mundo 22 jogadores relacionados para o último amistoso, contra a Irlanda, em março”. CBF.com.br (în Portuguese). 11 mai 2010. Accesat în 12 mai 2010.
3. ↑  „Comissão técnica da Seleção Brasileira divulga a lista complementar enviada à FIFA”. CBF.com.br (în Portuguese). 11 mai 2010. Accesat în 12 mai 2010.
4. ↑  Kim Myong-Won, a forward, has been registered as one of three required goalkeepers and will only be allowed to play as a goalkeeper during the tournament. „Selection blow for Korea DPR”. FIFA.com. 3 iunie 2009. Arhivat din original la 8 mai 2014. Accesat în 9 iunie 2009.
5. ↑  Current club of Kader Keïta officially showed Lyon, although he plays for Galatasaray since 2009. "2010 FIFA World Cup - Kader KEITA" Arhivat în 9 iulie 2010, la Wayback Machine., FIFA.com

## Grupa H

### Spania
Antrenor:  Vicente del Bosque
| Nr. | Poz. | Jucător           | Data nașterii (vârsta) | Selecții | Club            |
| --- | ---- | ----------------- | ---------------------- | -------- | --------------- |
| 1   |      | Iker Casillas (c) | 20 mai 1981            | 102      | Real Madrid     |
| 2   |      | Raúl Albiol       | 4 septembrie 1985      | 22       | Real Madrid     |
| 3   |      | Gerard Piqué      | 2 februarie 1987       | 14       | Barcelona       |
| 4   |      | Carlos Marchena   | 31 iulie 1979          | 56       | Valencia        |
| 5   |      | Carles Puyol      | 13 aprilie 1978        | 81       | Barcelona       |
| 6   |      | Andrés Iniesta    | 11 mai 1984            | 40       | Barcelona       |
| 7   |      | David Villa       | 3 decembrie 1981       | 55       | Barcelona       |
| 8   |      | Xavi              | 25 ianuarie 1980       | 84       | Barcelona       |
| 9   |      | Fernando Torres   | 20 martie 1984         | 71       | Liverpool       |
| 10  |      | Cesc Fàbregas     | 4 mai 1987             | 47       | Arsenal         |
| 11  |      | Joan Capdevila    | 3 februarie 1978       | 43       | Villarreal      |
| 12  |      | Sergio Busquets   | 16 iulie 1988          | 11       | Barcelona       |
| 13  |      | Víctor Valdés     | 14 ianuarie 1982       | 0        | Barcelona       |
| 14  |      | Xabi Alonso       | 25 noiembrie 1981      | 66       | Real Madrid     |
| 15  |      | Sergio Ramos      | 30 martie 1986         | 57       | Real Madrid     |
| 16  |      | Juan Mata         | 28 aprilie 1988        | 7        | Valencia        |
| 17  |      | Álvaro Arbeloa    | 17 ianuarie 1983       | 13       | Real Madrid     |
| 18  |      | Pedro             | 28 iulie 1987          | 0        | Barcelona       |
| 19  |      | Fernando Llorente | 26 februarie 1985      | 5        | Athletic Bilbao |
| 20  |      | Javi Martínez     | 2 septembrie 1988      | 0        | Athletic Bilbao |
| 21  |      | David Silva       | 8 ianuarie 1986        | 33       | Valencia        |
| 22  |      | Jesús Navas       | 21 noiembrie 1985      | 3        | Sevilla         |
| 23  |      | Pepe Reina        | 31 august 1982         | 19       | Liverpool       |

### Elveția
Antrenor:  Ottmar Hitzfeld
| Nr. | Poz. | Jucător              | Data nașterii (vârsta) | Selecții | Club                |
| --- | ---- | -------------------- | ---------------------- | -------- | ------------------- |
| 1   |      | Diego Benaglio       | 8 septembrie 1983      | 25       | Wolfsburg           |
| 2   |      | Stephan Lichtsteiner | 16 ianuarie 1984       | 26       | Lazio               |
| 3   |      | Ludovic Magnin       | 20 aprilie 1979        | 61       | Zürich              |
| 4   |      | Philippe Senderos    | 14 februarie 1985      | 38       | Everton             |
| 5   |      | Steve von Bergen     | 10 iunie 1983          | 10       | Hertha Berlin       |
| 6   |      | Benjamin Huggel      | 7 iulie 1977           | 36       | Basel               |
| 7   |      | Tranquillo Barnetta  | 2 mai 1985             | 50       | Leverkusen          |
| 8   |      | Gökhan Inler         | 27 iunie 1984          | 34       | Udinese             |
| 9   |      | Alexander Frei (c)   | 15 iulie 1979          | 73       | Basel               |
| 10  |      | Blaise Nkufo         | 25 mai 1975            | 29       | Twente              |
| 11  |      | Valon Behrami        | 19 aprilie 1985        | 26       | West Ham            |
| 12  |      | Marco Wölfli         | 22 august 1982         | 4        | Young Boys          |
| 13  |      | Stéphane Grichting   | 30 martie 1979         | 33       | Auxerre             |
| 14  |      | Marco Padalino       | 8 decembrie 1983       | 7        | Sampdoria           |
| 15  |      | Hakan Yakin          | 22 februarie 1977      | 80       | Luzern              |
| 16  |      | Gelson Fernandes     | 2 septembrie 1986      | 21       | Saint-Étienne       |
| 17  |      | Reto Ziegler         | 16 ianuarie 1986       | 10       | Sampdoria           |
| 18  |      | Albert Bunjaku       | 29 noiembrie 1983      | 1        | Nürnberg            |
| 19  |      | Eren Derdiyok        | 12 iunie 1988          | 19       | Leverkusen          |
| 20  |      | Pirmin Schwegler     | 9 martie 1987          | 3        | Eintracht Frankfurt |
| 21  |      | Johnny Leoni         | 30 iunie 1984          | 0        | Zürich              |
| 22  |      | Mario Eggimann       | 24 ianuarie 1981       | 8        | Hannover 96         |
| 23  |      | Xherdan Shaqiri      | 10 octombrie 1991      | 1        | Basel               |

### Honduras
Antrenor:  Reinaldo Rueda
| Nr. | Poz. | Jucător             | Data nașterii (vârsta) | Selecții | Club                 |
| --- | ---- | ------------------- | ---------------------- | -------- | -------------------- |
| 1   |      | Ricardo Canales     | 30 mai 1982            | 2        | CD Motagua           |
| 2   |      | Osman Chávez        | 29 iulie 1984          | 26       | CD Platense          |
| 3   |      | Maynor Figueroa     | 2 mai 1983             | 66       | Wigan                |
| 4   |      | Johnny Palacios     | 20 decembrie 1986      | 4        | CD Olimpia           |
| 5   |      | Víctor Bernárdez    | 24 mai 1982            | 40       | Anderlecht           |
| 6   |      | Hendry Thomas       | 23 februarie 1985      | 39       | Wigan                |
| 7   |      | Ramón Núñez         | 14 noiembrie 1984      | 16       | CD Olimpia           |
| 8   |      | Wilson Palacios     | 29 iulie 1984          | 69       | Tottenham            |
| 9   |      | Carlos Pavón        | 19 octombrie 1973      | 98       | Real España          |
| 10  |      | Julio César de León | 13 septembrie 1979     | 74       | Torino               |
| 11  |      | David Suazo         | 5 noiembrie 1979       | 50       | Genoa                |
| 12  |      | Georgie Welcome     | 9 martie 1985          | 11       | CD Motagua           |
| 13  |      | Roger Espinoza      | 25 octombrie 1986      | 10       | Sporting Kansas City |
| 14  |      | Oscar García        | 4 septembrie 1984      | 42       | CD Olimpia           |
| 15  |      | Walter Martínez     | 29 martie 1982         | 34       | CD Marathón          |
| 16  |      | Mauricio Sabillón   | 11 noiembrie 1978      | 25       | Hangzhou Greentown   |
| 17  |      | Edgar Álvarez       | 9 ianuarie 1980        | 46       | Bari                 |
| 18  |      | Noel Valladares     | 3 mai 1977             | 71       | CD Olimpia           |
| 19  |      | Danilo Turcios      | 8 mai 1978             | 82       | CD Olimpia           |
| 20  |      | Amado Guevara (c)   | 2 mai 1976             | 133      | CD Motagua           |
| 21  |      | Emilio Izaguirre    | 10 mai 1986            | 39       | CD Motagua           |
| 22  |      | Donis Escober       | 3 februarie 1980       | 11       | CD Olimpia           |
| 23  |      | Sergio Mendoza      | 23 mai 1981            | 46       | CD Motagua           |

### Chile
Antrenor:  Marcelo Bielsa
| Nr. | Poz. | Jucător           | Data nașterii (vârsta) | Selecții | Club           |
| --- | ---- | ----------------- | ---------------------- | -------- | -------------- |
| 1   |      | Claudio Bravo (c) | 13 aprilie 1983        | 41       | Real Sociedad  |
| 2   |      | Ismael Fuentes    | 4 august 1981          | 25       | U Católica     |
| 3   |      | Waldo Ponce       | 4 decembrie 1982       | 23       | U Católica     |
| 4   |      | Mauricio Isla     | 12 iunie 1988          | 10       | Udinese        |
| 5   |      | Pablo Contreras   | 11 septembrie 1978     | 49       | PAOK           |
| 6   |      | Carlos Carmona    | 21 februarie 1987      | 18       | Reggina        |
| 7   |      | Alexis Sánchez    | 19 decembrie 1988      | 26       | Udinese        |
| 8   |      | Arturo Vidal      | 22 mai 1987            | 21       | Leverkusen     |
| 9   |      | Humberto Suazo    | 10 mai 1981            | 41       | Zaragoza       |
| 10  |      | Jorge Valdivia    | 19 octombrie 1983      | 36       | Al Ain FC      |
| 11  |      | Mark González     | 10 iulie 1984          | 38       | CSKA Moscova   |
| 12  |      | Miguel Pinto      | 4 iulie 1983           | 13       | U de Chile     |
| 13  |      | Marco Estrada     | 28 mai 1983            | 20       | U de Chile     |
| 14  |      | Matías Fernández  | 15 mai 1986            | 35       | Sporting       |
| 15  |      | Jean Beausejour   | 1 iunie 1984           | 23       | Club América   |
| 16  |      | Fabián Orellana   | 27 ianuarie 1986       | 13       | Xerez          |
| 17  |      | Gary Medel        | 3 august 1987          | 23       | Boca Juniors   |
| 18  |      | Gonzalo Jara      | 29 august 1985         | 31       | West Bromwich  |
| 19  |      | Gonzalo Fierro    | 21 martie 1983         | 16       | Flamengo       |
| 20  |      | Rodrigo Millar    | 3 noiembrie 1981       | 19       | Colo-Colo      |
| 21  |      | Rodrigo Tello     | 14 octombrie 1979      | 32       | Beșiktaș       |
| 22  |      | Esteban Paredes   | 1 august 1980          | 12       | Colo-Colo      |
| 23  |      | Luis Marín        | 18 mai 1983            | 2        | Unión Española |